# VK Khimik
VK Khimik est un club ukrainien de volley-ball féminin fondé en 2001 et basé à Youjne, évoluant pour la saison 2019-2020 en Superliga.

## Palmarès
- Championnat d'Ukraine[2]
  - Vainqueur : 2011, 2012, 2013, 2014[3]2015[4]2016[5]2017[6]2018[7]2019[8]
- Coupe d'Ukraine[2]
  - Vainqueur : 2014[9]2015[10]2016[11]2017[12]2018[13]2019[14]2020[15]
  - Finaliste : 2011, 2012.
- Supercoupe d'Ukraine
  - Vainqueur : 2016[16]2017[17]2018[18]2019[19]

## Effectifs

### Saison 2020-2021
| No                                          | Nom                                         | Date de naissance                           | Taille                         | Poids                          | Poste                          |
| ------------------------------------------- | ------------------------------------------- | ------------------------------------------- | ------------------------------ | ------------------------------ | ------------------------------ |
| 1                                           | Ganna Kyrychenko                            | 26 février 1991                             | 188                            | 80                             | Attaquante                     |
| 2                                           | Thaynara Emmel Roxo                         | 3 novembre 1991                             | 187                            | 67                             | Réceptionneuse-attaquante      |
| 5                                           | Jasmin Sneed                                | 15 novembre 1997                            | 183                            |                                | Centrale                       |
| 6                                           | Krystyna Niemtseva                          | 15 juin 1998                                | 164                            | 57                             | Libero                         |
| 7                                           | Olga Skrypak                                | 28 décembre 1996                            | 183                            | 70                             | Passeuse                       |
| 8                                           | Kateryna Frolova                            | 11 octobre 1989                             | 190                            | 78                             | Centrale                       |
| 9                                           | Yuliya Boyko                                | 2 avril 1998                                | 176                            | 68                             | Réceptionneuse-attaquante      |
| 10                                          | Daria Stepanovska                           | 8 octobre 1986                              | 177                            | 56                             | Réceptionneuse-attaquante      |
| 12                                          | Anita Singh                                 | 30 avril 2000                               | 178                            | 75                             | Libero                         |
| 13                                          | Oksana Yakovchuk                            | 21 avril 1995                               | 185                            | 80                             | Réceptionneuse-attaquante      |
| 14                                          | Daria Velykokon                             | 11 avril 2002                               | 187                            | 67                             | Passeuse                       |
| 15                                          | Yuliia Mykytiuk                             | 9 juillet 1998                              | 193                            | 77                             | Attaquante                     |
| 16                                          | Anastasiia Maievska                         | 6 janvier 2001                              | 188                            | 74                             | Centrale                       |
| 17                                          | Yevheniia Khober                            | 12 mars 2001                                | 187                            | 74                             | Réceptionneuse-attaquante      |
|                                             |                                             |                                             |                                |                                |                                |
| Encadrement technique                       | Encadrement technique                       |                                             | Légende                        | Légende                        | Légende                        |
| Entraîneur : Yevgen Nikolayev               | Entraîneur : Yevgen Nikolayev               | Entraîneur : Yevgen Nikolayev               | : Capitaine                    | : Capitaine                    | : Capitaine                    |
| Entraîneur(s) adjoint(s) : Angela Gordienko | Entraîneur(s) adjoint(s) : Angela Gordienko | Entraîneur(s) adjoint(s) : Angela Gordienko | : Joueuse blessée actuellement | : Joueuse blessée actuellement | : Joueuse blessée actuellement |